# Eishockey-Bayernliga 1988/89
Die Eishockey-Bayernliga 1988/89 wurde unter dem Dach des „Bayerischen Eissportverbandes“ (BEV) organisiert, sie ist die höchste Spielklasse des Landesverbandes Bayern. Die Bayernliga wurde hinter der  Regionalliga Süd als fünfthöchste Spielklasse im deutschen Ligensystem eingestuft.

## Saisonverlauf
Die Eishockey-Bayernliga 1988/89 war die einundzwanzigste Ausspielung dieser Liga. Meister und Aufsteiger in die Regionalliga Süd 1989/90 wurde der EHC Bad Reichenhall. Auch gehörten der EV Bad Wörishofen und der VER Selb zu den Aufsteigern. Alle drei Mannschaften haben sich über die Aufstiegsrelegation zur Regionalliga Süd qualifizieren können. Absteiger gab es keine, da die Liga in der Folgesaison aufgestockt wurde.

### Modus
Die elf Teilnehmer spielten eine Hin- und Rückrunde. Platz eins wurde Bayerischer Meister. Die Plätze eins bis sechs waren für die Aufstiegsrelegation zur Regionalliga Süd qualifiziert. Da die Abstiegsrunde entfiel, war für die Plätze sieben bis zehn die Saison beendet.

## Teilnehmer
Nicht mehr dabei waren die Auf- und Absteiger der Vorsaison. Neu hinzukamen der Absteiger (A) aus der Regionalliga Süd und die Aufsteiger (N) aus den Landesligen.
| - ERC Lechbruck - EC Pfaffenhofen - ESC Holzkirchen | - EV Bad Wörishofen - VER Selb (Aufsteiger) - EV Moosburg (Absteiger) | - TSV Schliersee (Absteiger) - SC Reichersbeuern (Absteiger) - EHC Bad Reichenhall (Absteiger) | - SV Gendorf - TSV Trostberg |

### Meisterrunde
|    | Mannschaft              | Sp | Tore   | Diff. | Pkte |
| -- | ----------------------- | -- | ------ | ----- | ---- |
| 1. | EHC Bad Reichenhall (A) | 20 | 170:75 | +95   | 36   |
| 2. | EC Pfaffenhofen         | 20 | 140:94 | +46   | 29   |
| 3. | EV Gendorf              | 20 | 103:94 | +9    | 27   |
| 4. | ERC Selb (N)            | 20 | 124:70 | +54   | 26   |
| 5. | EV Bad Wörishofen       | 20 | 142:89 | +53   | 23   |
| 6. | SC Reichersbeuern (A)   | 20 | 107:91 | +16   | 21   |
| 7. | EV Moosburg (A)         | 20 | 103:98 | +5    | 20   |
| 8. | TSV Schliersee (A)      | 20 | 86:136 | −50   | 13   |
| 9. | ERC Lechbruck           | 20 | 82:113 | −31   | 13   |
| 10 | ESC Holzkirchen         | 20 | 70:156 | −86   | 7    |
| 11 | TSV Trostberg           | 20 | 66:177 | −111  | 5    |

- (A) = Absteiger (N) = Neu in der Liga, Aufstiegsrundenteilnehmer = fett gedruckt

 Meister und Aufsteiger  Aufsteiger  für die Bayernliga 1989/90 qualifiziert
- Bayerischer Meister 1988/89 wurde der EHC Bad Reichenhall.

## Aufstiegsrelegation
An der vom DEB ausgerichteten Aufstiegsrunde zur Regionalliga Süd 1989/90 nahmen die ersten sechs Plätze der Bayerliga-Meisterrunde und die Plätze sieben bis zwölf der Regionalliga Süd 1987/88 teil. Dabei konnten sich die Bayernligateams des VER Selb, EHC Bad Reichenhall und des EV Bad Wörishofen für die Regionalliga qualifizieren.